# Monroe (Nebraska)
Monroe je selo u američkoj saveznoj državi Nebraska. Prema popisu stanovništva iz 2010. u njemu je živjelo 284 stanovnika.